# Марко Григоров
Марко Григоров Георгиев Брадинов е български филолог и педагог от Македония.

## Биография
Марко Григоров е роден в 1882 година Тресонче, тогава в Османската империя. Заминава да учи в София, където завършва прогимназия „Константин Фотинов“ и гимназията към Държавната печатница, където негов учител е Георги Разлогов. В 1907 година Марко Григоров завършва педагогика в Загребския университет. Дълги години е преподавател по литература и български език, училищен директор и инспектор. В София преподава в Трета софийска девическа гимназия.
Марко Григоров е автор на важно изследване, което очертава българските македонски диалекти, и на което се опират светила като Любомир Милетич. Студията на Марко Григоров влиза в задължителната литература по българска диалектология в Софийския университет.
Петър Динеков опознава Марко Григоров, докато Динеков е стажант-учител в Трета мъжка образцова гимназия и го описва като:
| „ | един от най-авторитетните преподаватели по български език и литература, един от най-изтъкнатите български гимназиални учители през първата половина на нашия век. | “ |

Умира в 1964 година.
Пише автобиографията си, озаглавена „Спомени на учителя“, издадена в 1989 година във Варна с послеслов от Петър Динеков.